# سیوان (ورزقان)
سیوان یکی از روستاهای استان آذربایجان شرقی است که در دهستان ارزیل بخش خاروانا شهرستان ورزقان و در همسایگی روستاهای میوه‌رود، مشاهیر واقع شده است.
جمعیت این روستا، برپایهٔ نتایج سرشماری عمومی نفوس و مسکن سال ۱۳۸۵ خورشیدی، ۵۱ نفر بوده است.